# Élections municipales éthiopiennes de 2021
Les élections municipales éthiopiennes de 2021 ont lieu le 21 juin 2021. Initialement prévues pour 2018, elles sont repoussées à deux reprises à la suite de problèmes de sécurité intérieure, puis une nouvelle fois à la suite de la pandémie de Covid-19.

## Contexte
Début 2018, le pays est agité par des troubles socio-politique qui conduisent en avril au report des municipales à l'année suivante et à la démission du Premier Ministre Hailemariam Desalegn. La coalition au pourvoir, le Front démocratique révolutionnaire du peuple éthiopien (FDRPE) nomme Abiy Ahmed au poste de Premier ministre d'Éthiopie. Celui-ci se lance très vite dans un vaste programme de réformes, dont la libération de dissidents, une ouverture de l’espace démocratique ainsi que la paix avec l’Érythrée voisine, ce qui lui vaut une importante popularité,. Le pays est cependant toujours en proie à de graves dissensions internes qui amènent la Chambre des représentants des peuples à reporter à nouveau les élections. Le scrutin doit alors se tenir en même temps que les législatives prévues pour mai 2020, bien qu'un report de ces dernières soit également jugé probable pour les mêmes raisons. Les élections sont ainsi fixées au 29 août 2020, avant d'être à nouveau reportées à une date indéterminée en raison de la pandémie de Covid-19 qui touche alors le pays,.